# La Sirène (salle de concert)
Pour les articles homonymes, voir La Sirène.
La Sirène est une salle de concert située dans le quartier de la Pallice à  La Rochelle en France. C'est une des deux salles de concert de la ville avec La Coursive.
Elle a le label d'état SMAC (Scène de musiques actuelles) et a été construite en 2011. Elle réunit un club de 400 places, une grande salle de concert pouvant accueillir jusqu’à 1 200 spectateurs, 5 studios de répétition et une régie d’enregistrement

## Historique
Le bâtiment de la Sirène est une  ancienne halle de stockage  du Port autonome de la Pallice construite dans les années 1920.  La Sirène a été inaugurée le 1er avril 2011 après deux ans de travaux de réhabilitation mettant en œuvre un projet de l'architecte Patrick Bouchain. 
La création de la Sirène venait combler l'absence de salle de concert de musiques actuelles présente à la Rochelle et entre Nantes et Bordeaux manière plus large.  Les musiciens jouaient d'abord vers l'Espace Encan puis ont déménagé  dans les anciens bâtiments EDF du parking Notre-Dame en centre-ville. 
Initialement la salle devait être construite dans le quartier de Bongraine non loin d'Aytré. Ce projet ne vit jamais le jour en raison de la farouche opposition des militants écologistes qui finirent par remporter le procès.
L'association XLR aujourd'hui gérante de la salle se mit en recherche de bâtiments et occupa pendant un temps la maison Georges Brasses d'Aytré avant de pouvoir obtenir la délégation de la salle actuelle anciennement rattachée au port autonome.

## Fonctionnement
La Sirène en plus d'être une salle de concert propose aussi des studios d'enregistrement via un système d'abonnement et des résidences d'artistes. Elle propose plus de 70 concerts par an.  Elle  accueille aussi  la pratique amateur dans les 5 studios dédiés et s'efforce de mettre  en place une politique d’accompagnement vers la professionnalisation et un programme d’Éducation Artistique et Culturel.
La Sirène participe aux nombreux festivals de la ville notamment les Francofolies.